# Liste der Außenminister Griechenlands
Dies ist eine Liste der Außenminister Griechenlands seit 1897.

## Königreich Griechenland (1833–1924)
| Name                              | Amtsantritt        | Amtsende           | Partei              |
| --------------------------------- | ------------------ | ------------------ | ------------------- |
| Stephanos Skouloudis (1.)         | 1897               | 1897               | Neoteristikon Komma |
| Athos Romanos (1.)                | 14. April 1899     | 24. November 1901  |                     |
| Alexandros Zaimis (1.)            | 25. November 1901  | 6. Dezember 1902   |                     |
| Alexandros Skouzas (1.)           | 7. Dezember 1902   | 27. Juni 1903      |                     |
| Georgios Theotokis                | 28. Juni 1903      | 11. Juli 1903      | Komma Ethnikofronon |
| Dimitrios Rallis (1.)             | 11. Juli 1903      | 19. Dezember 1903  | Komma Ethnikofronon |
| Athos Romanos (2.)                | 19. Dezember 1903  | 29. Dezember 1904  |                     |
| Alexandros Skouzas (2.)           | 29. Dezember 1904  | 21. Juni 1905      |                     |
| Dimitrios Rallis (2.)             | 25. Juni 1905      | 21. Dezember 1905  | Komma Ethnikofronon |
| Alexandros Skouzas (3.)           | 21. Dezember 1905  | 21. Juni 1908      |                     |
| Georgios Baltatzis (1.)           | 5. Juli 1908       | 20. Juli 1909      |                     |
| Georgios Christakis-Zografos (1.) | 29. Juli 1909      | 28. August 1909    |                     |
| Kyriakoulis Mavromichalis         | 29. August 1909    | 31. Januar 1910    |                     |
| Dimitrios Kallergis               | 31. Januar 1910    | 18. Oktober 1910   |                     |
| Ioannis Gryparis                  | 18. Oktober 1910   | 17. August 1912    |                     |
| Lambros Koromilas                 | 30. August 1912    | 28. August 1913    |                     |
| Dimitrios Panas                   | 31. August 1913    | 22. Dezember 1913  |                     |
| Georgios Streit                   | 3. Januar 1914     | 30. August 1914    |                     |
| Eleftherios Venizelos (1.)        | 30. August 1914    | 25. Februar 1915   | Liberale Partei     |
| Georgios Christakis-Zografos (2.) | 9. April 1915      | 3. Juli 1915       |                     |
| Dimitrios Gounaris                | 16. Juli 1915      | 10. August 1915    |                     |
| Eleftherios Venizelos (2.)        | 23. August 1915    | 7. Oktober 1915    | Liberale Partei     |
| Alexandros Zaimis (2.)            | 7. Oktober 1915    | 7. November 1915   |                     |
| Stephanos Skouloudis (2.)         | 7. November 1915   | 22. Juni 1916      |                     |
| Alexandros Zaimis (3.)            | 22. Juni 1916      | 16. September 1916 |                     |
| Alexandros Karapanos (1.)         | 16. September 1916 | 9. Oktober 1916    |                     |
| Evgenios Zalokostas               | 10. Oktober 1916   | 21. April 1917     |                     |
| Alexandros Zaimis (4.)            | 3. Mai 1917        | 27. Juni 1917      |                     |
| Nikolaos Politis                  | 27. Juni 1917      | 18. November 1920  |                     |
| Dimitrios Rallis (3.)             | 18. November 1920  | 6. Februar 1921    | Laikon Komma        |
| Nikolaos Kalogeropoulos (1)       | 6. Februar 1921    | 8. April 1921      |                     |
| Georgios Baltatzis (2.)           | 8. April 1921      | 16. Mai 1922       |                     |
| Nikolaos Stratos                  | 16. Mai 1922       | 22. Mai 1922       |                     |
| Georgios Baltatzis (3.)           | 22. Mai 1922       | 8. Oktober 1922    |                     |
| Nikolaos Kalogeropoulos (2.)      | 10. Oktober 1922   | 30. Oktober 1922   |                     |
| Alexandros Papanastasiou (1.)     | 12. März 1924      | 29. März 1924      |                     |

## Hellenische Republik (1924–1935)
| Name                           | Amtsantritt      | Amtsende          | Partei          |
| ------------------------------ | ---------------- | ----------------- | --------------- |
| Georgios Roussos (1.)          | 2. April 1924    | 18. Juni 1924     |                 |
| Konstantinos Rendis (1.)       | 18. Juni 1924    | 24. Juli 1924     |                 |
| Georgios Roussos (2.)          | 24. Juli 1924    | 6. Oktober 1924   |                 |
| Andreas Michalakopoulos (1.)   | 7. Oktober 1924  | 26. Juni 1925     | Liberale Partei |
| Alexandros Chatzikyriakos (1.) | 26. Juni 1925    | 3. Juli 1925      |                 |
| Konstantinos Rendis (2.)       | 3. Juli 1925     | 21. Oktober 1925  |                 |
| Alexandros Chatzikyriakos (2.) | 21. Oktober 1925 | 8. November 1925  |                 |
| Loukas Kanakaris-Roufos        | 8. November 1925 | 23. August 1926   |                 |
| Perikles Argyropoulos (1.)     | 26. August 1926  | 4. Dezember 1926  |                 |
| Andreas Michalakopoulos (2.)   | 4. Dezember 1926 | 4. Juli 1928      | Liberale Partei |
| Alexandros Karapanos (2.)      | 4. Juli 1928     | 7. Juni 1929      |                 |
| Perikles Argyropoulos (2.)     | 7. Juni 1929     | 4. Juli 1929      |                 |
| Andreas Michalakopoulos (3.)   | 5. Juli 1929     | 26. Mai 1932      | Liberale Partei |
| Alexandros Papanastasiou (2.)  | 26. Mai 1932     | 2. Juni 1932      | Liberale Partei |
| Andreas Michalakopoulos (4.)   | 5. Juni 1932     | 31. Oktober 1932  | Liberale Partei |
| Ioannis Rallis                 | 3. November 1932 | 16. Januar 1933   |                 |
| Andreas Michalakopoulos (5.)   | 16. Januar 1933  | 6. März 1933      | Liberale Partei |
| Nikolaos Mavroudis             | 7. März 1933     | 10. März 1933     |                 |
| Dimitrios Maximos (1.)         | 10. März 1933    | 3. März 1935      |                 |
| Panagis Tsaldaris (1.)         | 3. März 1935     | 27. März 1935     | Laikon Komma    |
| Dimitrios Maximos (2.)         | 27. März 1935    | 1. April 1935     |                 |
| Panagis Tsaldaris (2.)         | 1. April 1935    | 12. Juli 1935     | Laikon Komma    |
| Dimitrios Maximos (3.)         | 13. Juli 1935    | 10. Oktober 1935  |                 |
| Ioannis Theotokis              | 10. Oktober 1935 | 25. November 1935 | Laikon Komma    |

## Königreich Griechenland (1935–1967)
| Name                               | Amtsantritt        | Amtsende           | Partei                  |
| ---------------------------------- | ------------------ | ------------------ | ----------------------- |
| Konstantinos Demertzis             | 30. November 1935  | 12. April 1936     |                         |
| Ioannis Metaxas                    | 13. April 1936     | 27. Januar 1941    |                         |
| Alexandros Koryzis                 | 29. Januar 1941    | 18. April 1941     |                         |
| Emmanouil Tsouderos                | 21. April 1941     | 29. April 1941     |                         |
| Georgios Papandreou                | 26. April 1944     | 29. April 1944     |                         |
| Ioannis Sofianopoulos (1.)         | 3. Januar 1945     | 24. Juli 1945      |                         |
| Petros Voulgaris                   | 11. August 1945    | 19. August 1945    |                         |
| Ioannis Politis (1.)               | 19. August 1945    | 9. Oktober 1945    |                         |
| Panagiotis Kanellopoulos           | 1. November 1945   | 20. November 1945  |                         |
| Ioannis Sofianopoulos (2.)         | 21. November 1945  | 29. Januar 1946    |                         |
| Konstantinos Rendis (3.)           | 29. Januar 1946    | 1. April 1946      |                         |
| Konstantinos Tsaldaris             | 4. April 1946      | 5. Januar 1950     | Laikon Komma            |
| Panagiotis Pipinelis (1.)          | 7. Januar 1950     | 22. März 1950      |                         |
| Sophoklis Venizelos (1.)           | 23. März 1950      | 7. April 1950      | Liberale Partei         |
| Nikolaos Plastiras                 | 15. April 1950     | 17. August 1950    |                         |
| Sophoklis Venizelos (2.)           | 21. August 1950    | 8. August 1951     | Liberale Partei         |
| Ioannis Politis (2.)               | 8. August 1951     | 27. Oktober 1951   |                         |
| Sophoklis Venizelos (3.)           | 27. Oktober 1951   | 10. Oktober 1952   | Liberale Partei         |
| Philippos Dragoumis                | 11. Oktober 1952   | 18. November 1952  |                         |
| Stephanos Stephanopoulos (1.)      | 23. November 1952  | 6. Oktober 1955    |                         |
| Spyros Theotokis                   | 6. Oktober 1955    | 23. April 1956     |                         |
| Evangelos Averoff (1.)             | 27. Mai 1956       | 2. Mai 1958        | National-Radikale Union |
| Michail Pesmazoglou (1.)           | 5. Mai 1958        | 17. Mai 1958       | National-Radikale Union |
| Evangelos Averoff (2.)             | 17. Mai 1958       | 20. September 1961 | National-Radikale Union |
| Michail Pesmazoglou (2.)           | 20. September 1961 | 4. November 1961   | National-Radikale Union |
| Evangelos Averoff (3.)             | 4. November 1961   | 11. Juni 1963      | National-Radikale Union |
| Panagiotis Pipinelis (2.)          | 19. Juni 1963      | 28. September 1963 |                         |
| Pavlos Oikonomou-Gouras (1.)       | 29. September 1963 | 6. November 1963   |                         |
| Sophoklis Venizelos (4.)           | 8. November 1963   | 24. Dezember 1963  | Zentrumsunion           |
| Christos Xanthopoulos-Palamas (1.) | 31. Dezember 1963  | 18. Februar 1964   |                         |
| Stavros Kostopoulos                | 18. Februar 1964   | 15. Juli 1965      | Zentrumsunion           |
| Georgios Melas                     | 15. Juli 1965      | 5. August 1965     | Zentrumsunion           |
| Ilias Tsirimokos                   | 20. August 1965    | 11. April 1966     | Zentrumsunion           |
| Stephanos Stephanopoulos (2.)      | 12. August 1966    | 11. Mai 1966       |                         |
| Ioannis Toumbas                    | 11. Mai 1966       | 21. Dezember 1966  |                         |
| Pavlos Oikonomou-Gouras (2.)       | 22. Dezember 1966  | 2. November 1967   |                         |

## Griechische Militärdiktatur (1967–1974)
| Name                               | Amtsantritt       | Amtsende          | Partei |
| ---------------------------------- | ----------------- | ----------------- | ------ |
| Konstantinos Kollias               | 2. November 1967  | 20. November 1967 |        |
| Panagiotis Pipinelis (3.)          | 20. November 1967 | 20. Juli 1970     |        |
| Georgios Papadopoulos              | 21. Juli 1970     | 8. Oktober 1973   |        |
| Christos Xanthopoulos-Palamas (2.) | 8. Oktober 1973   | 25. November 1973 |        |
| Spyridon Tetenes                   | 25. November 1973 | 8. Juli 1974      |        |

## Hellenische Republik (seit 1974)
| Name                           | Amtsantritt       | Amtsantritt       | Partei                              |
| ------------------------------ | ----------------- | ----------------- | ----------------------------------- |
| Georgios Mavros                | 24. Juli 1974     | 9. Oktober 1974   | Enosis Kendrou                      |
| Dimitrios Bitsios              | 17. Oktober 1974  | 20. November 1977 | Nea Dimokratia                      |
| Panagiotis Papaligouras        | 29. November 1977 | 10. Mai 1978      | Nea Dimokratia                      |
| Georgios Rallis                | 10. Mai 1978      | 9. Mai 1980       | Nea Dimokratia                      |
| Konstantinos Mitsotakis (1.)   | 10. Mai 1980      | 21. Oktober 1981  | Nea Dimokratia                      |
| Ioannis Charalambopoulos       | 21. Oktober 1981  | 26. Juli 1985     | Panellinio Sosialistiko Kinima      |
| Karolos Papoulias (1.)         | 26. Juli 1985     | 2. Juli 1989      | Panellinio Sosialistiko Kinima      |
| Tzannis Tzannetakis            | 3. Juli 1989      | 12. Oktober 1989  | Nea Dimokratia                      |
| Georgios Papoulias (1.)        | 12. Oktober 1989  | 23. November 1989 |                                     |
| Andonis Samaras (1.)           | 23. November 1989 | 16. Februar 1990  | Nea Dimokratia                      |
| Georgios Papoulias (2.)        | 16. Februar 1990  | 11. April 1990    |                                     |
| Andonis Samaras (2.)           | 11. April 1990    | 14. April 1992    | Nea Dimokratia                      |
| Konstantinos Mitsotakis (2.)   | 14. April 1992    | 7. August 1992    | Nea Dimokratia                      |
| Michalis Papakonstantinou      | 7. August 1992    | 13. Oktober 1993  | Nea Dimokratia                      |
| Karolos Papoulias (2.)         | 13. Oktober 1993  | 22. Januar 1996   | Panellinio Sosialistiko Kinima      |
| Theodoros Pangalos             | 22. Januar 1996   | 18. Februar 1999  | Panellinio Sosialistiko Kinima      |
| Giorgos Andrea Papandreou (1.) | 18. Februar 1999  | 13. Februar 2004  | Panellinio Sosialistiko Kinima      |
| Anastasios Giannitsis          | 13. Februar 2004  | 10. März 2004     | Panellinio Sosialistiko Kinima      |
| Petros Molyviatis (1.)         | 10. März 2004     | 15. Februar 2006  | Nea Dimokratia                      |
| Dora Bakogianni                | 15. Februar 2006  | 6. Oktober 2009   | Nea Dimokratia                      |
| Giorgos Andrea Papandreou (2.) | 7. Oktober 2009   | 7. September 2010 | Panellinio Sosialistiko Kinima      |
| Dimitris Droutsas              | 7. September 2010 | 11. November 2011 | Panellinio Sosialistiko Kinima      |
| Stavros Dimas                  | 11. November 2011 | 16. Mai 2012      | Nea Dimokratia                      |
| Petros Molyviatis (2.)         | 16. Mai 2012      | 21. Juni 2012     | Nea Dimokratia                      |
| Dimitris Avramopoulos          | 21. Juni 2012     | 25. Juni 2013     | Nea Dimokratia                      |
| Evangelos Venizelos            | 25. Juni 2013     | 27. Januar 2015   | Panellinio Sosialistiko Kinima      |
| Nikos Kotzias                  | 27. Januar 2015   | 17. Oktober 2018  | Parteilos                           |
| Alexis Tsipras                 | 17. Oktober 2018  | 15. Februar 2019  | Synaspismos Rizospastikis Aristeras |
| Giorgos Katroungalos           | 15. Februar 2019  | 9. Juli 2019      | Synaspismos Rizospastikis Aristeras |
| Nikos Dendias                  | 9. Juli 2019      | 25. Mai 2023      | Nea Dimokratia                      |
| Vasilis Kaskarelis             | 25. Mai 2023      | 27. Juni 2023     | Parteilos                           |
| Giorgos Gerapetritis           | 27. Juni 2023     | amtierend         | Nea Dimokratia                      |